# Osornophryne antisana
El Osornosapo de Antisana (Osornophryne antisana) es una especie de anfibios de la familia Bufonidae.
Es endémica de los páramos de la cordillera oriental de los Andes en Ecuador.
Su hábitat natural incluye montanos secos, zonas de arbustos tropicales o subtropicales a gran altitud y praderas tropicales o subtropicales a gran altitud.
Está amenazada de extinción por la destrucción de su hábitat natural.